# Jens Landrath
Jens Landrath (* 22. August 1967) ist ein ehemaliger deutscher Fußballspieler. In der höchsten Spielklasse des DDR-Fußballs, der Oberliga, spielte er für den 1. FC Magdeburg.

## Sportliche Laufbahn

### Gemeinschafts-, Club- und Vereinsstationen
Mit 13 Jahren wurde Landrath, der zuvor bei der BSG Verkehrsbetriebe Waren gespielt hatte, als Schülerspieler zum 1. FC Magdeburg delegiert und durchlief dort die Nachwuchsmannschaften. Im Juniorenoberligateam konnte das Talent auch die Auswahlverantwortlichen des DFV auf sich aufmerksam machen.
Zur Saison 1986/87 wurde Landrath erstmals für das Aufgebot der Oberligaelf des FCM als Mittelfeldspieler nominiert. Seinen ersten Einsatz in der Oberliga hatte er jedoch erst am Saisonende. In der Begegnung des 23. Spieltages, am 9. Mai 1987, BFC Dynamo – 1. FCM (2:1) wurde er als rechter Mittelfeldspieler eingesetzt. Bis zum Ende der DDR-Oberliga 1991 konnte sich Landrath jedoch nicht als Stammspieler durchsetzen. Gegen Spieler wie Steinbach, Bonan, Siersleben und Minkwitz hatte er keine Chance. In fünf Jahren kam er nur in 44 Erstligaspielen zum Einsatz.
1990/91 verpasste der 1. FC Magdeburg als Tabellenzehnter der letzten eigenständigen Saison des ostdeutschen Erstligafußballs sowie dem 4. und damit letzten Platz in der Qualifikationsrunde zur 2. Bundesliga den Sprung bezahlten Fußball und musste ab 1991/92 in der drittklassige Amateur-Oberliga antreten. Nachdem daraufhin zahlreiche Leistungsträger den Club verließen, kam Landrath in der NOFV-Amateur-Oberliga besser zum Zuge. Bis zu seinem Ausscheiden beim FCM 1993 absolvierte er noch 57 Punktspiele in der Oberliga. Sein letztes Pflichtspiel für den 1. FC Magdeburg war das Landespokalfinale gegen den Halleschen FC (3:2) am 5. Juni 1993. Ab 1993 lief er für den VfB Oldenburg in der ebenfalls drittklassigen Amateur-Oberliga Nord auf. Ende der 1990er-Jahre tauchte der frühere Erstligaspieler noch einmal beim damaligen Viertligisten Fortuna Magdeburg auf.

### Auswahleinsätze
Als Juniorenspieler wurde er in vier Länderspielen der ostdeutschen U-18 eingesetzt. Zwischen 1988 und 1989 wurde Landrath dann in vier Länderspiele der DDR-Nachwuchsauswahl aufgeboten.

### Statistik
- DDR-Oberliga: 44 Spiele, ein Tor
- NOFV-Amateur-Oberliga: 57 Spiele, zehn Tore
- Europapokal: drei Spiele, kein Tor
- FDGB-Pokal: sechs Spiele, kein Tor
- DFB-Pokal: ein Spiel, kein Tor